# Reginald Fessenden
Reginald Aubrey Fessenden (6 de octubre de 1866 - 22 de julio de 1932) fue un inventor canadiense. Nacido en East Bolton, Quebec, Canadá, fue muy reconocido por sus trabajos en las primeras épocas de la radio, incluyendo el uso de ondas continuas y la temprana, posiblemente la primera, radiotransmisión de voz y música. A lo largo de su carrera, recibió cientos de patentes por dispositivos en campos como la transmisión de alta potencia, sonar y televisión. 
A la edad de 14 años, el colegio Bishop's College School de Lennoxville, Quebec le entregó una maestría en matemáticas. 
A finales de 1886, Fessenden comenzó a trabajar directamente para Thomas Alva Edison en el nuevo laboratorio de West Orange, New Jersey. Fessenden logró rápidamente grandes avances, especialmente en el diseño de receptores. De 1890 a 1900, Fessenden trabajó en varias fábricas y en 1892 era profesor de ingeniería eléctrica en la Universidad Purdue, para luego convertirse en jefe del departamento de ingeniería eléctrica de la Universidad de Pittsburgh en 1893. En 1900, Fessenden trabajaba para el United States Weather Bureau (Servicio Meteorológico de Estados Unidos) donde desarrolló el principio heterodino, con el que dos señales combinadas producen un tercer tono audible. Mientras trabajaba allí, Fessenden, experimentando con un transmisor a chispa de alta frecuencia, transmitió con éxito la voz humana el 23 de diciembre de 1900 a través de una distancia de aproximadamente 1,6 kilómetros, lo que parece haber sido la primera radiotransmisión de audio en el mundo.

## Descripción
La National Electric Signaling Company (NESCO) fue financiada para continuar las investigaciones de Fessenden, incluyendo el desarrollo de un transmisor de chispa rotativa de alta potencia para servicios de radiotelegrafía de larga distancia, y un transmisor de menor potencia de onda continúa utilizando un alternador de alta frecuencia, que podría ser utilizado tanto para transmisiones telegráficas como de audio por amplitud modulada. Fessenden sintió que un transmisor de onda continua -uno que produce una onda senoidal pura de una sola frecuencia- sería mucho más eficiente, especialmente para la transmisión de audio de calidad. Fessenden firmó un contrato con General Electric para ayudar a la construcción de toda una serie de transmisores-alternadores de alta frecuencia.
El 21 de diciembre de 1906, Fessenden realizó una extensa demostración de su nuevo transmisor-alternador en Brant Rock, mostrando su utilidad para enlaces punto a punto de telefonía, incluyendo la interconexión de sus estaciones con la red telefónica. Unos días después, dos demostraciones más tuvieron lugar, entre las que parece estar la primera transmisión radiofónica experimental de entretenimiento y música hecha por primera vez hacia una audiencia general. En la noche del 24 de diciembre de 1906 (Nochebuena), Fessenden utilizó su transmisor-alternador para emitir una pequeña secuencia desde Brant Rock, que incluyó la canción O Holy Night tocada por él mismo con el violín, y la lectura del pasaje de Lucas, capítulo 2, de la Biblia. En la noche del 31 de diciembre (Año Nuevo), realizó una segunda transmisión de características similares. La audiencia principal de estas transmisiones era un número desconocido de operadores de radio a bordo de barcos a lo largo de la costa Atlántica de los Estados Unidos. A pesar de ser hoy consideradas un gran evento en la historia de la radio, estas dos transmisiones apenas fueron notadas en su época y rápidamente fueron olvidadas.
Los grandes logros de Fessenden no le aportaron un gran éxito financiero. Había grandes diferencias entre Fessenden y los dueños de la compañía, y finalmente en 1911 Fessenden fue despedido de NESCO. Fessenden ganó el juicio en primera instancia y se le concedieron resarcimientos económicos. Sin embargo, NESCO ganó la instancia de apelación. La compañía fue vendida a Westinghouse en 1920, y al año siguiente sus activos - incluyendo un gran número de patentes de Fessenden - fueron vendidos a Radio Corporation of America (RCA), quien también heredó los reclamos legales de Fessenden. 
Luego de 1920, la radiodifusión proliferó, utilizando válvulas electrónicas de vacío en lugar de alternadores, pero empleando las ondas continuas moduladas en amplitud (AM) que Fessenden ayudó a introducir en 1906. A pesar de que Fessenden cesó su actividad en la radio luego de retirarse de NESCO en 1911, continuó trabajando en otras áreas. Finalmente Fessenden llegó a poseer más de 500 patentes. Después de llegar a un acuerdo con RCA sobre sus reclamos legales, Fessenden compró una pequeña propiedad llamada Wistowe en Bermudas.
Su legado en la radio incluye tres de sus más notables logros:
- la primera transmisión de audio por radio (1900)
- la primera comunicación transatlántica en dos sentidos (1906)
- la primera transmisión de audio para entretenimiento y de música para un público general (1906)

## Primeros años

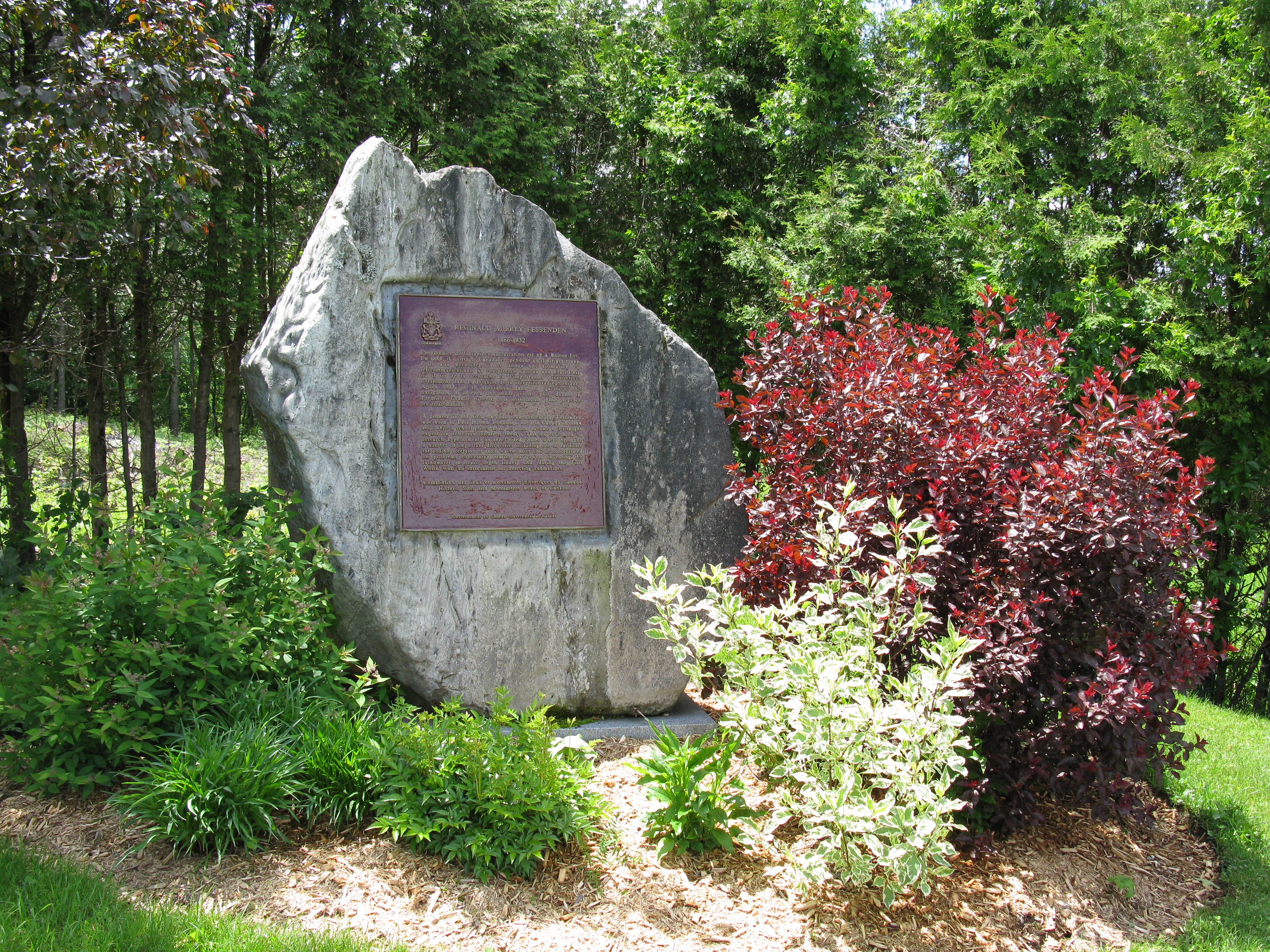
Placa conmemorativa cerca de su lugar de nacimiento.

Reginald Aubrey Fessenden nació el 6 de octubre de 1866 en East Bolton, Quebec, Canadá, el mayor de los cuatro hijos de Joseph Elisha Fessenden y Clementina Trenholme. Joseph Fessenden era un pastor de la Iglesia Anglicana, y a lo largo de los años la familia se mudó a diversos lugares dentro de la provincia de Ontario. Mientras crecía, Reginald fue un estudiante aplicado. En 1877, a la edad de 11 años, asistió a la escuela Trinity College School en Port Hope, Ontario durante dos años. A la edad de 14 años la escuela Bishop's College School en Lennoxville, Quebec le entregó una maestría en matemáticas. En esta época, la Bishop's College School era una escuela relacionada con la Bishop's University, y compartía el mismo campus y edificios. En junio de 1878, la escuela solo tenía 43 alumnos. Por lo tanto, aunque Fessenden era solo un adolescente, estaba enseñando matemática a los jóvenes alumnos de la escuela mientras simultáneamente estudiaba con los alumnos más grandes en la universidad. La cantidad total de estudiantes de la universidad en el ciclo 1883-1884 era de solo 25 estudiantes (todos varones). A la edad de 18 años, Fessenden dejó la universidad sin haber logrado un diploma de grado, a pesar de haber "hecho todo el trabajo substancialmente necesario para obtenerlo". La falta de un grado, pudo haber debilitado sus oportunidades de empleo cuando la McGill University abrió su departamento de ingeniería eléctrica, ya que Fessenden fue rechazado para el cargo de director de departamento en favor de un estadounidense.
Los próximos dos años trabajó como director y único maestro, en el Whitney Institute en Bermudas. Mientras estaba allí se comprometió con Helen Trott. Se casaron en septiembre de 1890, y luego tuvieron un hijo, Reginald Kennelly Fessenden.

## Primeros trabajos
La educación clásica de Fessenden, solo le había provisto un limitado conocimiento científico y técnico. Interesado en incrementar sus habilidades en el campo de la electricidad, se mudó a Nueva York en 1886, con la esperanza de obtener un empleo con el famoso inventor Thomas Alva Edison. Como él mismo cuenta en su autobiografía de 1925 Radio News, sus primeros intentos fueron rechazados de plano; en su carta de presentación Fessenden escribió "No se nada de electricidad pero puedo aprender rápido", a lo que Edison contestó "Tengo suficientes hombres que no saben nada de electricidad". Sin embargo, Fessenden perseveró y antes de fin de año, fue contratado como asistente de pruebas para la Edison Machine Works, que estaba instalando la distribución eléctrica subterránea de la ciudad de Nueva York. Rápidamente probó su valor, y recibió una serie de promociones de mayor responsabilidad en el proyecto. Fessenden estuvo involucrado en un amplio rango de proyectos que incluían resolver problemas de química, metalúrgica y electricidad.
Sin embargo, en 1890, atravesando problemas financieros, Edison se vio forzado a despedir a la mayoría de los empleados del laboratorio, incluyendo a Fessenden.
Tomando ventaja de sus recientes experiencias, Fessenden pudo encontrar posiciones en una serie de compañías manufactureras. Luego, en 1892 recibió el cargo de profesor para el nuevo departamento de Ingeniería Eléctrica en la Purdue University en West Lafayette, Indiana, mientras ayudaba a la Westinghouse Corporation en la instalación de la iluminación para la feria mundial de 1893 en Chicago.
Poco después, George Westinghouse en persona lo reclutó para la posición de director del nuevo departamento de Ingeniería Eléctrica de la Western University en Pensilvania, hoy día University of Pittsburgh.

## Trabajos en radio
A finales de la década de 1890, comenzaron a aparecer reportes sobre el éxito que Guglielmo Marconi estaba teniendo en el desarrollo práctico de la transmisión y recepción de radio. Fessenden realizó algunos experimentos limitados, y rápidamente llegó a la conclusión de que él podría desarrollar un sistema mucho más eficiente que la combinación del transmisor de chispa y el receptor de cohesor desarrollados por Oliver Lodge y Marconi.

### Primera transmisión de audio
En 1900 Fessenden dejó la University of Pittsburgh para trabajar para el United States Weather Bureau (Servicio Meteorológico de Estados Unidos), con el objetivo de utilizar una red de estaciones costeras para transmitir información del clima, y así evitar el uso de las líneas telegráficas existentes. El contrato le daba al Servicio Meteorológico acceso a cualquier dispositivo que inventara Fessenden, pero él podría retener la propiedad de sus invenciones. Fessenden rápidamente logró grandes avances, especialmente en el diseño del receptor mientras trabajaba en la recepción de señales de audio. Sus primeros éxitos se debieron al detector barretter, que fue seguido de la invención del detector electrolítico, que consistía en un pequeño alambre sumergido en ácido nítrico, y que durante los próximos años establecería el estándar en la sensibilidad en la recepción de ondas de radio.
Mientras su trabajo progresaba, Fessenden desarrolló el principio heterodino, según el cual combinando dos señales se produce un tercer tono audible. Sin embargo la recepción utilizando este principio no sería práctica hasta una década más tarde ya que requería de medios para producir una señal local estable, algo que solo sería posible hasta la invención de la válvula electrónica y su utilización como oscilador.
El trabajo inicial tuvo lugar en Cobb Island, Maryland, ubicado sobre el Río Potomac a unos 80 km (50 millas) de Washington D. C.. Mientras se encontraba allí experimentando con un transmisor de chispa de alta frecuencia, Fessenden transmitió exitosamente la voz humana el 23 de diciembre de 1900, sobre una distancia de aproximadamente 1.6 km (1 milla), lo que parece ser la primera radiotransmisión de audio. La calidad del sonido era tan mala y estaba tan distorsionado que no resultaba comercialmente práctico, sin embargo demostró que si se contaba con elementos más refinados, sería posible transmitir audio a través de ondas de radio.
Mientras la experimentación continuaba, se fueron construyendo nuevas estaciones sobre la costa Atlántica en North Carolina y Virginia. Sin embargo en el medio de prometedores avances, se generaron disputas entre Fessenden y el Servicio. En particular, Fessenden acusó al jefe del Servicio, Willis Moore de intentar tomar la mitad de las patentes, a lo cual Fessenden se rehusó a firmar la entrega de los derechos, y su trabajo para el Servicio terminó en agosto de 1902.

### NESCO
En este punto, dos acaudalados hombres de negocios de Pittsburgh, Pensilvania, Hay Walker Jr. y Thomas H. Given, financiaron la creación de National Electric Signaling Company (NESCO), para continuar con las investigaciones de Fessenden, incluyendo el desarrollo de un transmisor de chispa rotativa de alta potencia para servicios de radiotelegrafía de larga distancia, y un transmisor de menor potencia de onda continúa utilizando un alternador de alta frecuencia, que podría ser utilizado tanto para transmisiones telegráficas como de audio por amplitud modulada. 
Brant Rock, Massachusetts, se convirtió en el centro de operaciones para la nueva compañía.

### La primera transmisión transatlántica bidireccional

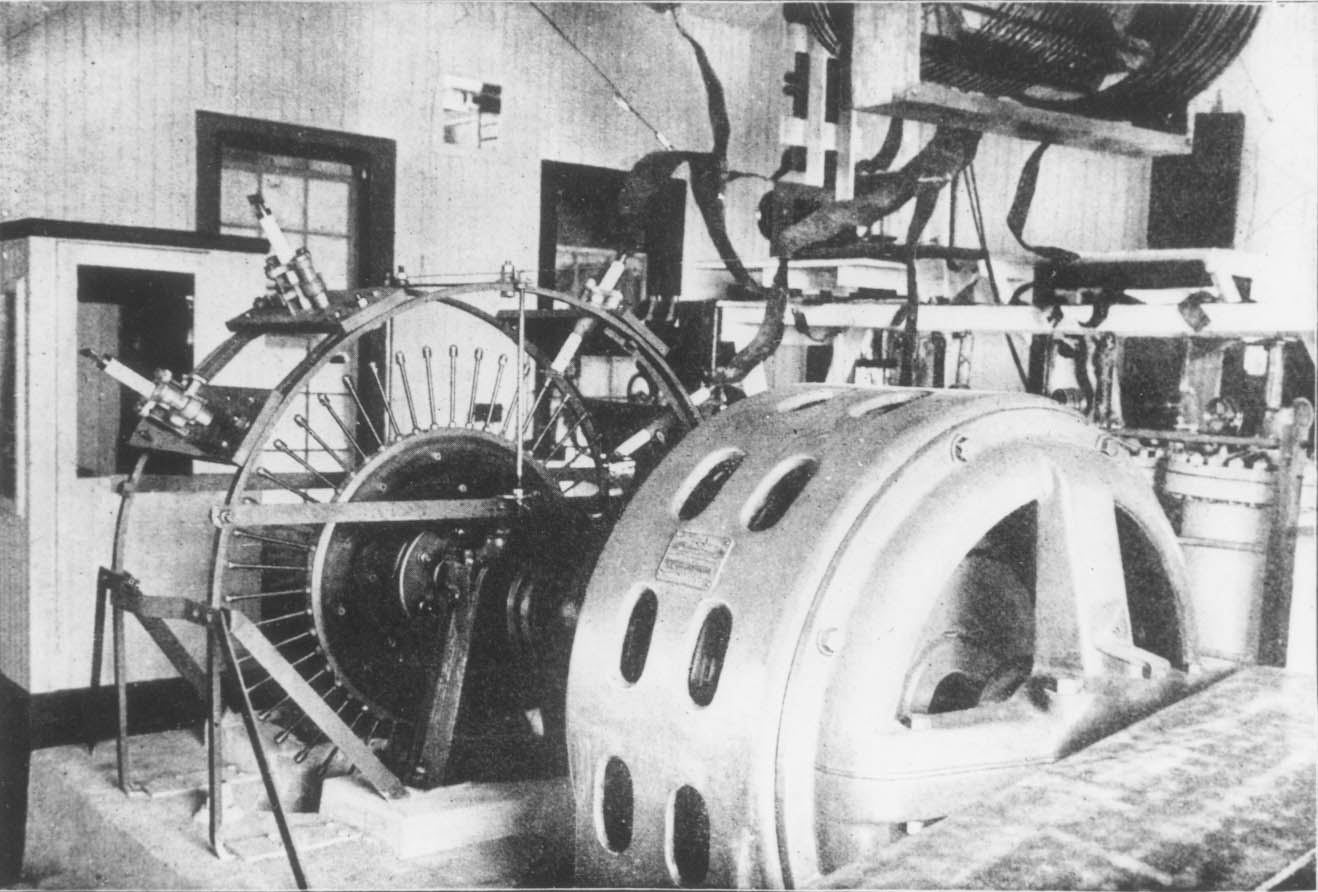
El transmisor de chispa rotativa en Brant Rock, MA. 1906.

Se decidió intentar establecer un servicio radiotelegráfico, y en enero de 1906, empleando sus transmisores de chispa rotativa de alta potencia, Fessenden logró la primera transmisión transatlántica en dos sentidos (enviando y recibiendo), intercambiando mensajes entre la estación de Brant Rock y una idéntica construida en Machrihanish, Escocia. En este momento Marconi solo había logrado transmisiones transatlánticas de un solo sentido. Sin embargo, debido a la propagación de las ondas de radio, los transmisores no podían mantener la comunicación durante el día o durante el verano, por lo que el proyecto fue suspendido hasta tanto mejoraran las condiciones acercándose al invierno. Entonces el 6 de diciembre de 1906, 
"debido al descuido de una de los contratistas empleados en el desplazamiento de algunos de los cables de soporte", la torre de Machrihanish se derrumbó, poniendo fin al trabajo transatlántico antes de que pudiera comenzar el servicio comercial.

### La primera radiodifusión de audio

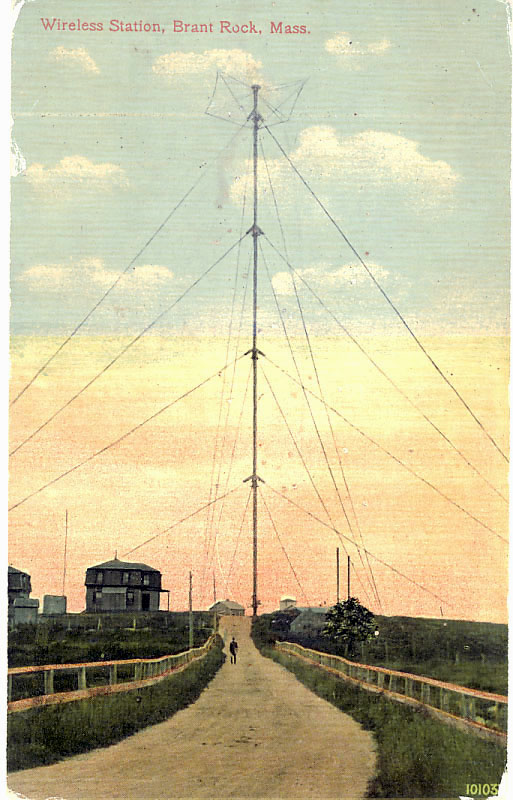
Tarjeta postal de aproximadamente 1910 mostrando la torre de 128m de alto en Brant Rock.

El desarrollo del transmisor de chispa rotativa, fue tan solo una desarrollo intermedio hasta tanto otra tecnología pudiera perfeccionarse. Fessenden sintió que un transmisor de onda continua -uno que produce una onda senoidal pura de una sola frecuencia- sería mucho más eficiente, especialmente para la transmisión de audio de calidad. Su idea era tomar el diseño básico del alternador, que normalmente puede ser operado a velocidades que producen corrientes alternas en el orden de algunos cientos de Hertz cuando mucho, y darle una gran velocidad de forma de llegar a las decenas de kHz. Por lo tanto el alternador de alta frecuencia, conectado a una antena, podría emitir ondas de radio mucho más estables que las hasta entonces producidas. Entonces con tan solo colocar un micrófono de carbón en la línea de transmisión, la intensidad de la señal, podría ser variada de acuerdo a las inflexiones del sonido. En otros términos, el audio podría modular en amplitud una señal portadora de onda continua. Sin embargo tomaría años de trabajo y mucho dinero antes de que un alternador de las características necesarias, siquiera un prototipo, pudiera ser producido, e incluso varios años más antes de que pudiera haber una versión de alta potencia disponible.
Fessenden firmó un contrato con General Electric para ayudar en el diseño de una serie de transmisores-alternadores de alta frecuencia. En 1903, Charles Proteus Steinmetz de General Electric entregó una versión de 10 kHz de uso muy limitado que no pudo ser utilizada directamente como un transmisor de radio. El subsecuente pedido de Fessenden de un alternador más rápido y poderoso, fue asignado a Ernst Alexanderson, y éste entregó en agosto de 1906 un modelo mejorado que operaba a una frecuencia de transmisión de aproximadamente 50 kHz, aunque con mucho menos potencia que los transmisores de chispa rotativa de Fessenden.
El alternador logró el objetivo de transmitir señales de calidad de audio, pero la falta de una forma de amplificar las señales, significó que eran débiles. El 21 de diciembre de 1906, Fessenden realizó una extensa demostración del nuevo transmisor-alternador en Brant Rock, mostrando su utilidad en enlaces punto a punto de telefonía, incluyendo la interconexión de sus estaciones a la red telefónica. Un detallado artículo sobre este evento apareció en el periódico The American Telephone Journal.
Unos días después, dos demostraciones adicionales tuvieron lugar, que tal parece son la primera radiodifusión con fines de entretenimiento y de música, dirigidas a una audiencia general, hecha en la historia. (Desde 1904, la armada de los Estados Unidos, había transmitido regularmente reportes del clima y señales de sincronización horaria, pero utilizando código Morse y transmisores de chispa).
En la noche del 24 de diciembre de 1906 (Nochebuena), Fessenden utilizó su transmisor-alternador de Brant Rock para emitir a su audiencia, un corto programa de audio, incluyendo un saludo de Navidad, la canción O Holy Night tocada por el mismo en su violín, y la lectura del pasaje Lucas, capítulo 2, de la Biblia. Su audiencia, con quienes previamente había combinado en quedar a la escucha utilizando código Morse, eran un número desconocido de operadores de radio a bordo de barcos a lo largo de la costa Atlántica de los Estados Unidos. A pesar de ser hoy consideradas un gran evento en la historia de la radio, estas dos transmisiones apenas fueron notadas en su época y rápidamente fueron olvidadas.
El único testimonio de primera mano de este evento parece ser una carta escrita por Fessenden el 29 de enero de 1932 a su antiguo asociado Samuel M. Kinter. No hay testimonios conocidos en ningún registro de ningún barco, ni literatura contemporánea de las demostraciones. Adicionalmente, Fessenden parece no haber realizado ninguna transmisión adicional hacia el público general y estaba promoviendo el alternador como ideal para los servicios telefónicos punto a punto, algo que dista de la radiodifusión en sí. Sin embargo y en retrospectiva, es una muestra importante de lo que sería el futuro de la radio.
A pesar de que el alternador fue diseñado para transmisiones de apenas unos pocos kilómetros, en algunas ocasiones, las transmisiones de prueba de audio de Brant Rock fueron escuchadas a través del Atlántico por el empleado de NESCO, James C. Armor, en Machrihanish

### Trabajos posteriores en NESCO
Los grandes logros técnicos de Fessenden no  coincidieron con un gran éxito financiero. Los dueños de NESCO, Walker y Given, esperaban poder vender la empresa a alguna compañía muy grande, como American Telephone & Telegraph Company (ATT), pero no pudieron encontrar un comprador. La formación por parte de Fessenden de la Fessenden Wireless Company of Canada en Montreal en 1906 pudo haberlos hecho sospechar que él estaba intentando marginarlos del potencial negocio del servicio de mensajes transatlántico. Había creciente conflictos entre Fessenden y ellos, y finalmente Fessenden fue despedido de NESCO en 1911. Fessenden inició reclamos judiciales contra NESCO por violación de contrato, ganó en primera instancia y se le concedió un resarcimiento económico. Sin embargo, NESCO ganó en la apelación. Para conservar su patrimonio, NESCO entró en convocatoria de acreedores en 1912 y fue gerenciada por Samuel Kintner. Los embrollos legales continuaron por más de 15 años. En 1917, NESCO emergió del gerenciamiento judicial y fue renombrada a International Radio Telegraph Company. La compañía fue posteriormente vendida a Westinghouse en 1920, y al año siguiente sus activos incluidas muchas patentes importantes de Fessenden, fueron vendidas a Radio Corporation of America (RCA), quien heredo las batallas legales de Fessenden. Finalmente el 1 de mayo de 1928, Fessenden llegó a un acuerdo extrajudicial con RCA recibiendo una gran suma en efectivo.

### Influencias posteriores
Luego que Fessenden dejara NESCO, Alexanderson continuó sus trabajos con el transmisor-alternador en General Electric, principalmente para uso en radiotelegrafía de larga distancia. Le llevó varios años pero finalmente desarrolló el famoso alternador de Alexanderson, capaz de transmitir a través del Atlántico, y en 1916 éste resultaba mucho más confiable para comunicaciones transatlánticas que cualquier transmisor de chispa. Luego de 1920, la radiodifusión de audio se esparció por el mundo utilizando transmisores a válvulas electrónicas en lugar de alternadores, pero empleando la Amplitud Modulada de Ondas continuas que Fessenden había creado en 1906. En 1921, el Institute of Radio Engineers entregó a Fessenden su Medalla de Honor, y al año siguiente la ciudad de Filadelfia le entregó la Medalla John Scott y un premio en efectivo de $800 por su invención de la "Telegrafía y Telefonía de Ondas continuas", y lo reconoció como "Alguien de quien su labor ha sido de gran beneficio".

## Últimos años
A pesar de que Fessenden cesó sus actividades en la radio luego de retirarse de NESCO en 1911, continuó trabajando en otras áreas. Ya en 1904, ayudó al diseño de la central hidroeléctrica de Niagara Falls para la recientemente creada Comisión Hidroeléctrica de Potencia de Ontario. Sin embargo su trabajo fuera de la radio más extenso, fue el desarrollo de un tipo de sonar, el llamado Oscilador Fessenden, para que los submarinos se señalizaran entre sí, y que también pudieran detectar icebergs y así evitar otro desastre como el del Titanic.
Ante el estallido de la Primera Guerra Mundial, Fessenden se presentó como voluntario ante el Gobierno de Canadá, y fue enviado a Londres, Reino Unido, donde desarrolló un dispositivo para detectar artillería enemiga, y otro para localizar submarinos.
Un inventor incansable, Fessenden llegó finalmente a tener más de 500 patentes. A menudo, se lo podía encontrar en un río o lago, flotando sobre su espalda, con un cigarro saliendo de su boca, y un sombrero sobre su cara. En su casa, le gustaba reposar sobre la alfombra. EN este estado de relajación, Fessenden podía imaginar, inventar y pensar el camino hacia nuevas ideas, incluyendo una versión de microfilm, que le ayudaba a mantener una versión compacta de sus anotaciones, inventos, proyectos y patentes. Él patentó las ideas básicas que condujeron a los estudios de reflexión sismológica, una técnica importante en la exploración petrolera. En 1915 inventó el fathómetro, un sonar que permite determinar la profundidad del agua para un objeto sumergido, mediante la reflexión de ondas acústicas, por lo que ganó la Medalla de Oro de Scientific American en 1929.
Fessenden también recibió patentes por municación trazadora, aparatos de televisión, dispositivos de propulsión turboeléctrica para barcos, entre otros.

## Muerte

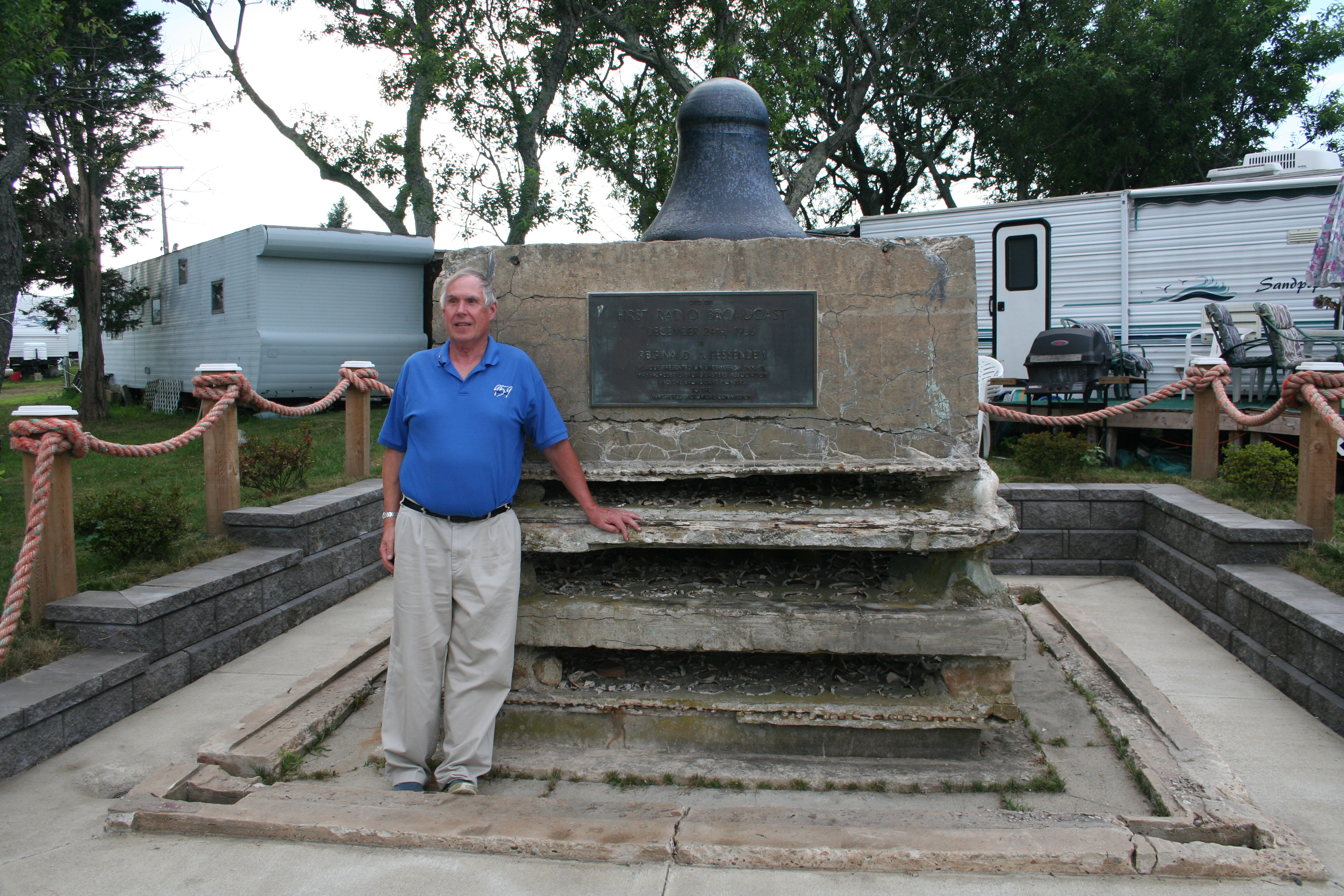
A pesar de que la antena de Fessenden en Brant Rock, Massachusetts fue demolida en 1917, la base aislada sobre la que se erguía, aún existe. Las capas de hormigón originalmente se encontraban separadas por aisladores de cerámica.

Luego que Fessenden y RCA llegaran a un acuerdo extrajudicial, Fessenden compró una pequeña propiedad llamada "Wistowe" en Bermudas.
Fessenden murió allí en 1932, y fue enterrado en el cementerio de la Iglesia de St. Mark, en la isla. Un editorial del New York Herald Tribune decía:
A veces ocurre, incluso en la ciencia, que un hombre puede estar en lo cierto con todo el mundo en contra. El profesor Fessenden era este hombre. Luchó amargamente y solo, para comprobar sus teorías. Era él quien insistía, contra las protestas tormentosas de cada autoridad reconocida, en que lo que hoy llamamos radio, debía producirse por ondas continuas enviadas a través del éter por la antena transmisora como las ondas de luz son enviadas por una llama. Marconi y otros insistían en que lo que sucedía era un efecto látigo. El progreso de la radio se retrasó una década por este error. La teoría del látigo se desvaneció gradualmente, siendo reemplazada por la onda continua, y sin el debido reconocimiento al que había acertado.

## Citas
Un inventor es alguien que ve la aplicación de medios para satisfacer la demanda que habrá en cinco años, antes de que sea obvio para aquellos expertos en el arte.
"The Inventions of Reginald A. Fessenden" (enero de 1925). Radio News, p. 1142.